# بهارجافي
بهارجافي (بالإنجليزية: Bhargavi) هي ممثلة أفلام هندية ولدت في عام 1983 وقُتِلَت في 16 ديسمبر عام 2008.

## نُبذة
ولدت في جورانتلا (منطقة جنتور). وكان أول ظهور لها في فيلم بعنوان ديفاداسو لعام 2006، والذي من خلاله حصلت على التقدير لأول مرة. قبل التمثيل في فيلم أشتا شما عملت في عدة مسلسلات تلفزيونية. صعدت إلى الشهرة بسبب البرنامج التلفزيوني Ammamma.com، الذي أنتج تحت شعار Just Yellow.

## الوفاة
في 16 ديسمبر 2008، تم العثور على بهارجافي مقتولة في منزلها في بانجارا هيلز مع مشغل فرقة الأوركسترا، برافين كومار، مما أثار تكهنات حول الحادثة.

## روابط خارجية
- بهارجافي على موقع IMDb (الإنجليزية)